# Univers de Supernatural

La série télévisée Supernatural possède son propre univers mêlant créatures, armes et lieux fantastiques. La série s'inspire de folklores tirant leurs origines tout autour du monde ou directement de la théologie, que les scénaristes revisitent pour créer un univers à part entière, avec ses propres règles.

## Créatures
Les créatures sont répertoriées par ordre alphabétique.
- Haut – A
- B
- C
- D
- E
- F
- G
- H
- I
- J
- K
- L
- M
- N
- O
- P
- Q
- R
- S
- T
- U
- V
- W
- X
- Y
- Z

### A
- Alpha :

Ce terme désigne le « premier » de chaque espèce, les Winchester découvrent leur existence dans la saison 6. Un Alpha a un lien avec tous ses enfants, qui lui permet de les localiser et il peut communiquer par télépathie avec eux. L'Alpha possède plus de pouvoirs que ses descendants, par exemple pour le polymorphe il peut changer d'apparence instantanément sans laisser son ancienne peau. Il est également résistant aux méthodes traditionnelles pour tuer son espèce. Dans la série, les Alphas rencontrés sont polymorphes, vampire et loup-garou.
- Amazone :

Les amazones sont des créatures exclusivement féminines, anthropomorphes et dotées d'une force surhumaine. Elles ont des yeux rouges uniquement lorsqu'elles attaquent. Les amazones utilisent les hommes pour la reproduction de leur espèce. Elles vont courtiser les spécimens qui semblent avoir des atouts génétiques (physique, réussite sociale, intelligence) et passe la nuit avec. Ensuite, la grossesse dure 36 heures et l'enfant grandie très vite, passant de bébé à adolescente en quelques jours. A l'âge de 16 ans, après avoir ingurgité de la chair et été marquées au fer rouge, elles doivent tuer l'homme qui est leur géniteur afin de devenir adulte (à ce stade leur vieillissement redevient normal). Leurs origines remontent à l'union de deux Dieux grecs (Arès et Harmonie) qui ont créé les amazones comme une armée. Après avoir été presque décimée, Harmonie les a transformés d'humaines en créatures surnaturelles afin de permettre leur survie. Les amazones peuvent être tuées par une simple arme à feu. Les frères Winchester les rencontrent dans l'épisode 13 de la 7e saison (Les Amazones).
- Ange :

Les anges sont des soldats de Dieu et sont introduits à partir de l'épisode 1 de la 4e saison (La Main de Dieu). Pour se déplacer sur Terre, ils doivent prendre possession d'un véhicule humain, qu'ils ne peuvent habiter que si celui-ci donne son accord. Ils communiquent entre eux grâce à des fréquences bien précises, que Dean surnomme « la radio des anges ». Ils possèdent différents pouvoirs, tel que la télékinésie, une force accrue, la possibilité de courber l'espace-temps, d'endormir les humains ou de leur effacer la mémoire d'un simple geste sur le front. Ils peuvent se déplacer très rapidement et silencieusement grâce à leur ailes et se rendre invisible aux yeux des humains. Un ange peut tuer des démons ou des êtres humains en les purifiant, ce qui laisse des cadavres aux yeux brûlés derrière eux. Les anges peuvent également toucher l'âme des humains pour l'examiner ou en drainer la force, mais c'est un acte très douloureux pour la personne concernée. Ils peuvent être tués avec une épée céleste, étant immunisés contre beaucoup d'autres armes y compris le couteau de Ruby. Il est également possible de les repousser d'un lieu grâce à un sceau, dessiné avec du sang humain. Dans le sens inverse, tout comme les démons, il est possible de les invoquer dans un piège. La véritable forme d'un ange fait la taille d'un gratte-ciel d'après Castiel et elle est insoutenable pour le regard humain, leur lumière brûlant les yeux et leur voix perçant les tympans. Lorsqu'ils meurent, les anges laissent derrière eux l'empreinte de leurs ailes brûlées.
Comme les démons, il existe plusieurs grades d'anges de simples chérubins (comme les cupidons) à séraphins. Les anges les plus puissants ont des pouvoirs de guérisons et destructions plus poussés.
- Arachné :

Ces créatures ne sont censées vivre qu'en Crète mais les frères Winchester les affrontent dans la saison 6 lorsque Eve dérègle l'apparition des monstres. Elles peuvent tisser des toiles et possèdent plusieurs iris sur les yeux, ce qui leur permet de voir comme une araignée. Elles sont dotées d'une extrême agilité et peuvent contaminer les humains par une simple morsure. Alors qu'elles résistent au feu ou aux balles, une simple décapitation permet de les tuer.
- Archange :

Ce sont les plus puissantes entités célestes, considérées par Dieu comme ses fils et premières de ses créations célestes. Ils sont au nombre de quatre : Michel, Raphaël, Gabriel (aussi appelé l'embrouilleur) et Lucifer. Ils ont les mêmes pouvoirs que les anges mais sont beaucoup plus puissants (Lucifer fait exploser Castiel en claquant des doigts). Les archanges possèdent leur propre lame céleste, qui peuvent les tuer, contrairement à une lame angélique classique.

### C
- Cavaliers de l'Apocalypse :

Ils sont au nombre de quatre, la Famine, la Guerre, la Peste et la la Mort. Ils tirent leur pouvoirs d'un anneau porté à l'annulaire, qu'ils peuvent tourner pour les utiliser. La Guerre altère la réalité pour que les humains s'entretuent, la Famine rend les humains affamés par leur plus grand désir et la Peste répand des maladies. Pour leur ôter l'anneau, il faut leur couper le doigt et ils deviennent par la suite des « coquilles vides ». Seule la Mort a une existence par ailleurs, ses pouvoirs étant bien plus anciens.
- Changeling :

Ces créatures inspirées du folklore irlandais/écossais ou plus généralement scandinave, prennent la place d'enfants qu'ils enlèvent. Leur vraie apparence ne peut être révélée qu'à travers un miroir ou un objet réfléchissant. Ils se nourrissent lentement de la synovie de la mère de l'enfant qu'ils ont remplacé, via une ouverture faite au dos de son cou, jusqu'à ce qu'elle meurt et ils tuent tous ceux qui les en empêchent. Il est expliqué que ces changelings peuvent imiter les agissements d'un enfant très facilement. Pendant ce temps-là, les enfants enlevés servent à nourrir la mère changeling. Ils sont éliminés par le feu ou bien si la mère meurt l'ensemble des enfants changelings meurt également.
- Chérubin ou Cupidon :

Ce sont des anges de rang inférieur qui ne se battent pas, bien qu'ils en aient la force. Les Cupidons ont pour mission de créer l'amour entre différentes lignées d'humain, parfois en suivant des ordres précis du Paradis. Pour cela, ils ont des pouvoirs spécifiques tel que l'invisibilité et la possibilité de marquer les cœurs de deux personnes. De nature joviale, ils disent bonjour en serrant les autres dans leur bras et peuvent ressentir les émotions fortement, contrairement aux autres anges. Ils apparaissant dans différentes saisons au gré des intrigues.
- Chiens de l'enfer :

Ils sont chargés de venir chercher les âmes des personnes ayant signé un contrat avec un démon des croisements, pour les emmener en enfer au terme de leur engagement,. Le sel peut les ralentir et le Colt ou une lame angélique peuvent les tuer. Ils sont difficiles à affronter du fait de leur invisibilité aux yeux des humains et de leur extrême férocité, mais ils peuvent être contenus par de la terre sacrée,. Ils peuvent cependant être vus par les personnes damnées ou à travers un objet brûlé par du feu sacré. Ils déclenchent également des hallucinations chez les personnes qu'ils pourchassent. Ils apparaissent pour la première fois dans l'épisode 8 de la saison 2 (Le Pacte) et sont présents dans plusieurs saisons, notamment pour emmener Dean ou lors des épreuves permettant de refermer les portes de l'enfer.
- Crocotta :

Cette créature d'apparence humaine imite la voix d'un proche disparue afin d'attirer à elle sa victime. Auparavant cachée dans la forêt pour y attirer les promeneurs, elle utilise maintenant les technologies modernes tels que le téléphone ou internet. Une fois piégé, le Crocotta tue grâce à sa mâchoire aux dents acérées, afin d'aspirer l'âme de la victime. Sam et Dean en affronte un dans l'épisode 14 de la saison 3 (Rejoins-moi) après qu'il s'est fait passer pour leur père.

### D
- Dame blanche :

Issue d'une légende urbaine, existant à travers le monde sous différentes formes, la dame blanche désigne un fantôme. Dans Supernatural, les dames blanches sont des femmes mortes violemment, après avoir tuée leurs enfants dans une crise de folie. Elles restent sur Terre afin de se venger de leur mari infidèle. Pour cela elles hantent les routes à la recherche d'hommes infidèles à tuer. Cette légende fait l'objet du tout premier épisode de la série, intitulé La Dame blanche.
- Daéva(s) :

Ce sont des créatures démoniaques, invisibles donc impossible à décrire. Dans la série, le spectateur voit leurs attaques à travers leur ombre. Elles sont invoquées et contrôlées par une autre personne, bien qu'extrêmement sauvages ce qui peut se retourner contre leur maitre. Les Winchester rencontrent des daévas une seule fois lors de la saison 1.
- Démon :

Les démons sont des entités possédant les êtres humains, mais à la différence des anges, ils n'ont pas besoin d'autorisation. Le premier démon apparaît dans le 4e épisode de la première saison (Le fantôme voyageur). Ils prennent la forme d'une fumée noire et épaisse lorsqu'ils sont hors d'un hôte, bien qu'au tout début de la série cette forme est plus semblable à une nuée noire, et se matérialise par des yeux entièrement noir lorsqu'ils sont dans un corps. Ils possèdent un pouvoir de télékinésie et une force accrue. On peut les exorciser avec une formule prononcée en latin afin qu'il quitte leur hôte permettant de le sauver si le corps n'a pas reçu de blessures mortelles lors de la possession. L'exorcisme ne fonctionne pas lorsque le lien a été verrouillé par un symbole marqué au fer rouge sur le corps. On peut les tuer avec le Colt, une lame angélique ou la dague anti-démon et au fur et à mesure de l'évolution de la série, il existe de plus en plus de moyens de les éliminer (sorts, archanges, pouvoir de Sam, etc.). Dans la saison 6, on apprend qu'il est possible de tuer un démon en brûlant son squelette, puisque les démons sont des morts qui ont été torturés en Enfer .
Comme pour les anges, il existe différents rangs au sein des démons (inférieurs, moyens, supérieurs) qui correspondent à un certain niveau de puissance et de facultés, les plus puissants étant capables de se téléporter.
- Démon des croisements :

Il s'agit d'un type de démon particulier qui, à la différence de ses congénères, possède des yeux rouges. Il est invoqué par une boite enterrée à un carrefour, qui contient différents éléments magiques ainsi que la photo de l'invocateur. Ce démon est dédié à la récolte d'âme, qu'il viendra récupérer généralement au bout de dix ans, en échange d'un vœu. Le pacte est scellé par un baiser.
- Dieu :

Lors des premières saisons, le spectateur apprend par les anges que Dieu serait parti, en abandonnant les humains et les anges. Joshua, l'ange qui garde le Jardin d'Éden (au Paradis) et le seul qui puisse « parler » à Dieu, dit qu'il se trouve quelque part sur Terre. Dieu se manifeste lors du premier épisode de la cinquième saison en téléportant les frères Winchester dans un avion pour leur éviter d'être tué par le réveil de Lucifer. Il ramène également Castiel à la vie. Sa véritable identité est dévoilée au cours de la 11e saison.
- Dieux païens :

Ce sont d'anciens dieux, vénérés par les mortels qui s'offraient à eux en sacrifice, avant l'avènement des trois grandes religions monothéistes. Ils se nourrissent le plus souvent d'humains. Ils sont loyaux envers leur propre mythologie et haïssent Dieu et les anges. Généralement, un pieu trempé de sang peut les tuer, mais le bois du pieu peut varier selon le dieu rencontré et certains doivent être tués autrement (par exemple, le dieu polymorphe joué par Paris Hilton dans l'épisode 5 de la saison 5 (Idoles assassines) doit être éliminé par décapitation à l'aide d'une hache en fer forgé).
- Djinn :

C'est une créature faisant vivre une vie fantasmatique à ses victimes qu'il hypnotise en les touchant, afin de se nourrir très lentement de leur sang. Ils vivent dans des endroits sombres et sont reconnaissables par les tatouages qu'ils ont sur le corps. Les Djinns font partie des monstres régulièrement rencontrés par les chasseurs au cours des saisons. Le premier épisode centré sur cette créature est intitulé Comme dans un rêve (saison 2, épisode 20).
- Dragon :

Ce sont des créatures que personne n'a vu depuis 700 ans et qui sont crus disparues, mais elles réapparaissent lors de l'épisode 12 de la saison 6 (L’Épée de Bruncwik) pour invoquer « Mère » sur Terre. Ils ont l'apparence d'êtres humains, mais peuvent se transformer pour voler. Ils accumulent de l'or, chassent les vierges et possèdent un pouvoir de pyrokinésie. Les dragons ne peuvent être tués que par une lame forgée dans du sang de dragon, il en existe uniquement 5 ou 6 sur Terre dont Excalibur ou l'épée de Bruncwik.

### E
- Embrouilleur :

Il s'agit d'un type de demi-dieu assez fantaisiste, altérant la réalité au gré de ses envies grâce à sa magie. Son sens particulier de l'humour et son faible pour les sucreries et les femmes le caractérisent. On peut le tuer avec un pieux en bois trempé dans du sang humain comme pour la plupart des dieux païens. Il en existe des dizaines dans le monde (par exemple, Loki en Scandinavie ou Anansi en Afrique de l'Ouest), mais les frères Winchester n'en rencontreront qu'un, qui s'avérera être en fait l'archange Gabriel sous couverture.

### F
- Fantômes (ou esprits) :

Les fantômes sont des âmes humaines qui n'ont pas réussi à traverser le voile vers l'autre monde, pour différentes raisons (ils ne voient pas la faucheuse, refusent leur offre, etc.). Ils sont le résultat d'une morte violente, injuste et/ou précoce. Ils sont généralement la représentation de ce qu'ils étaient autrefois et ont un but. Certains souhaitent faire le mal, d'autres sont en quête de justice et peuvent empêcher d'autres morts ou bien encore ne sont même pas au courant de leur état. Au fur et à mesure du temps qu'il passe bloqué sur Terre, l'esprit se dégrade, aussi bien dans son apparence que dans ses souvenirs et devient de plus en plus incontrôlable, rendant impossible la communication. Les esprits les plus maléfiques ou en colère peuvent laisser un ectoplasme noir derrière-eux ou dans la personne qu'il contrôle. Les fantômes sont régulièrement présents tout au long de la série (tout comme les vampires, loup-garous et sorcières) et font l'objet du tout premier épisode avec la Dame Blanche. Certains personnages deviennent eux-mêmes des fantômes, tels que Bobby Singer ou Kévin Tran. Le sel et le fer pur peuvent les retenir, mais la seule façon de les éliminer est de brûler l'objet qui les rattache à la Terre (leur squelette recouvert de sel ou bien un objet précis). Dans certains cas, il semble possible de les aider à quitter la Terre sans les détruire mais en les « apaisant », par exemple à l'aide des derniers sacrements,.
- Faucheuse :

Les faucheuses sont les créatures travaillant pour la Mort et chargées de récolter l'âme des personnes mourantes afin de les emmener vers leur destination finale, qui reste inconnue. Une faucheuse ne peut pas forcer une âme à la suivre et lorsque celle-ci a pris sa décision, il n'y a plus de retour en arrière. Cette créature peut prendre la forme qu'elle souhaite, afin de masquer sa réelle apparence effrayante ainsi qu'altérer la perception dans l'entre-deux-mondes. Elles peuvent être invoquées et piégées dans un sceau temporairement. La première faucheuse qui apparaît dans la série se nomme Tessa, lors du 1er épisode de la saison 2. Ces créatures apparaissent tout au long de la série, lorsque certains personnages sont mourants ou lorsque la Mort elle-même fait partie de l'intrigue. Les faucheuses peuvent être tuées par différents moyens, et lorsque le poste est vacant, la première faucheuse qui meurt devient la Mort en personne.
- Fée :

Les fées sont des créatures venant du « monde enchanté », un des univers parallèles à celui des humains. Les fées englobent les elfes, les lutins ainsi que les leprechauns, toutes ces créatures pouvant venir dans le monde des humains par une invocation. Une fois chez les humains, les fées enlèvent les fils aînés de chaque famille. Elles raffolent de crème fraîche mais craignent le fer et l'argent peut les tuer. Si du sel ou du sucre sont renversés, elles sont obligées de compter chaque grain ce qui les rend vulnérables.

### G
- Goule :

Ce sont des créatures charognards, qui se nourrissent de cadavres et vivent principalement dans les cimetières. Néanmoins, elles peuvent parfois se nourrir d'être humain vivant, sans forcément les tuer. Elles prennent l'identité de la personne qu'elles ont mangée, et peuvent parfois reprendre une identité antérieure si elles ont conservé un morceau de cette personne pour se nourrir. Elles sont éliminées par décapitation ou tout ce qui peut endommager le cerveau. Les goules sont des monstres communs, rencontrés plusieurs fois au cours de la série.

### J
- Jefferson Starship :

Les Jefferson Starship sont des humains transformés en créatures hybrides, mélange de vampires (pour leurs crocs), de spectres (pour leur dard dans la main) et de polymorphes (pour le changement d'apparence). Il s'agit de la deuxième créature créée par « Mère » dans la série, qu'elle transforme par le biais d'un simple contact. Les hybrides vont ensuite tuer et contaminer d'autres êtres humains. L'espèce est tuée rapidement par les personnages avant que les hybrides puissent contaminer d'autres villes. Les créatures sont découvertes par Dean et Bobby lui donne l'honneur de les baptiser. Il les nomme ainsi en référence au groupe de rock Jefferson Starship, du fait « qu'elles soient horribles et difficiles à tuer ».

### K
- Kitsune :

C'est une créature qui ressemble à un être humain et qui a des caractéristiques semblables au loup-garou, même si elle s'inspire plus du renard que du loup. Elle est très rare et possède de longues griffes qui s'allongent sur demande. Les Kitsune se nourrissent essentiellement de l'hypophyse (une glande du cerveau humain) pour survivre. Sam en chasse un dans l'épisode 3 de la saison 7 (Amour de jeunesse), permettant de réaliser un flashback sur une ancienne chasse de Kitsune entre Dean et son père.

### L
- Lamia :

C'est une créature qui vit en Grèce, mais les frères Winchester en pourchasse une durant la saison 6 lorsqu'Eve dérègle l'apparition des monstres. Le Lamia est un monstre humanoïde, fort et qui possède de grandes griffes qu'il utilise pour déchirer les cages thoraciques de ses victimes. Il presse alors le cœur des victimes pour boire son sang. Pour tuer un Lamia, il faut le poignarder avec un couteau en argent béni par un prêtre. Une autre façon de le tuer consiste à le couvrir d'une combinaison de romarin et le sel, puis à y mettre le feu.
- Léviathan :

Ces créatures ont été créées par Dieu avant les humains et les anges, ce sont les premiers monstres. Les léviathans étant incontrôlables, Dieu décide de les enfermer, créant à cette fin le Purgatoire, pour les tenir à l'écart de la Terre et du Paradis. Ils saignent une substance noire et visqueuse, qui semble être leur « forme originale » lorsqu'ils sont à l'intérieur de Castiel. En effet, ils peuvent prendre l'apparence et les souvenirs de n'importe quelle personne grâce à un contact avec la moindre trace d'ADN (un cheveu, une cellule épithéliale, etc.). Ils déploient une imposante mâchoire aiguisée pour se nourrir, d'humains principalement, même s'il leur est possible de s'auto-digérer. Ils sont presque invulnérables, résistant aux balles, feu, écrasement, etc. et la décapitation ne fait que les ralentir car ils arrivent à se réassembler tôt ou tard. Pour les neutraliser, il faut utiliser une substance chimique contenant du borate de sodium, appelé aussi Borax (il s'agit d'un additif souvent présent dans la composition du savon et divers produits d'entretien) qui permet de les faire fondre comme un acide. Néanmoins, ils finissent par se reformer il faut donc après cela les décapiter et séparer la tête du corps pour plus de sûreté. D'après la tablette du Purgatoire, il est écrit qu'on peut définitivement les tuer en transperçant leur chef avec l'os d'un mortel vertueux. Cet os, avant utilisation, doit être lavé dans le sang de trois êtres déchus.
Les Léviathans sont les principaux ennemis de la saison 7, proposant un certain nombre de personnages secondaires (voir Personnages de Supernatural).
- Loup-garou :

C'est dans les folklores du monde entier un humain qui a la capacité de se transformer, partiellement ou complètement, en loup, voire en créature anthropomorphe proche du loup. Dans la série, il dévore le cœur de ceux qu'il croise sous l'influence de sa transformation, mais ses sentiments sont encore présents et il peut ainsi se retenir d'attaquer, ne gardant aucun souvenir lorsqu'il redevient humain. Au cours des saisons, le loup-garou est exploré et les personnes infectées sont présentées comme ayant un réel choix de conscience et la possibilité de contrôler leur part animal, comme exploré dans l'épisode 4 de la saison 8 (Caméra au poing). Il est précisé qu'une fois que la personne a consommé son premier cœur humain, il lui est quasiment impossible de se retenir. Il y a également une différence entre les loup-garous transformés et ceux nés de "sang pur". Au contraire des vampires, une fois mordue la victime ne peut pas être guérie, jusqu'à l'épisode 16 de la saison 12, où Claire Novak expérimente un traitement des Hommes de Lettre britanniques et redevient humaine.
Ces créatures sont, avec les vampires, sorcières et fantômes, les plus récurrentes de la série et là aussi certains personnages sont eux-mêmes devenus des loup-garous pacifiques comme le chasseur Garth. La seule façon de les tuer est de leur tirer une balle en argent dans le cœur.

### M
- « Mère » (ou Ève):

C'est une créature très ancienne (son âge est estimé à 10 000 ans) qui a créé l'ensemble des monstres (à l'exception des Léviathans, créées par Dieu) d'où son nom de « Mère de tous » ou bien d'« Ève ». Pour venir sur Terre, elle prend une apparence humaine mais son vrai visage se voit à travers une caméra. Normalement, elle reste dans le Purgatoire où sont accueillis tous les monstres lorsqu'ils meurent. Les Alphas sont ses « premiers-nés » mais elle est en contact avec l'ensemble des monstres, avec qui elle peut communiquer par télépathie et voir à travers leurs yeux. C'est comme cela qu'elle sait ce qui les menace sur Terre.

### O
- Okami :

L'Okami est une créature japonaise, que Rufus et Bobby tuent durant la saison 6 lorsqu'Eve dérègle l'apparition des monstres. Elle peut être tuée en la poignardant sept fois avec un poignard en bambou béni par un prêtre shintoïste. L'Okami se nourrit d'humains pendant leur sommeil, elle a une forme humanoïde mais des crocs acérés, une grande force et se déplace au plafond comme une araignée.

### P
- Phénix :

C'est une créature de forme humaine capable de réduire les humains en cendres par un simple touché de la main. Disparu à l'époque des Winchester, le seul représentant de son espèce est rencontré en 1861 dans l'épisode 18 de la saison 6 (Les Mystères de l’Ouest). Le phénix a la capacité d'être immortel, ce qui le rend impossible à abattre sans une arme comme le Colt. Une fois mort, son corps se transforme en cendre.
- Pishtaco :

C’est une créature d'apparence humaine, dont les yeux se révulsent lors qu'elle se nourrit à l'aide d'un appendice sortant de sa bouche. Les Winchester en rencontrent deux, frère et sœur, dans l'épisode 13 de la saison 9 (Les Pishtacos). Originaire du Pérou, ils se considèrent plus comme des parasites que des créatures chassant les humains, même s'ils se nourrissent de leur graisse à l'aide de leur appendice. Néanmoins, certains peuvent devenir des tueurs lorsqu'ils s'alimentent sans restrictions.
- Polymorphe :

Ce sont des êtres solitaires pouvant changer d'apparence à souhait en laissant derrière eux peau, cheveux, chair, dents issus de leur dernière métamorphose. D'après le témoignage de l'un d'eux, ils naissent de parents humains mais ont subi une mutation génétique. Ils sont souvent rejetés par leur communauté et doivent protéger constamment leur vie de la haine dont ils sont la cible. Les polymorphes peuvent changer leur iris sur commande afin de montrer leur réelle couleur, ils sont d'ailleurs détectables par leurs yeux brillants sur les enregistrements vidéo. Au cours de leurs voyages, les Winchester vont avoir affaire à plusieurs de ces créatures qui ont toutes leur propre motivation pour tuer puisqu'elles ne le font pas pour se nourrir. Ils rencontrent le premier polymorphe dans l'épisode 6 de la 1er saison (Faux Frère) qu'il tue par de l'argent.
- Porteur-de-peau :

Ces créatures sont considérées comme cousines des loups-garous, elles se transforment en canidés, contaminent les humains par une morsure et mangent leurs cœurs pour se nourrir. Mais à la différence des loups-garous, leur transformation ne dépend pas du cycle lunaire mais se fait selon leur volonté. Elles se transforment également complètement et non pas en hybride humain-lycantrope, ce qui leur permet de passer pour un animal domestique et de vivre au sein de familles humaines. Comme leurs cousins, elles sont tuées par de l'argent.
- Princes de l'Enfer[2] :

Titre permettant de nommer la première génération de démons créée par Lucifer, après la création de Lilith. Au nombre de quatre, Azazel, Ramiel, Dagon et Asmodeus sont les successeurs légitimes de Lucifer au trône de l'Enfer et les généraux de ses armées démoniaques dans la lutte contre le Paradis. Cette catégorie de démons représentant la plus haute autorité en Enfer, après Lucifer et Lilith, ils possèdent chacun leurs propres capacités et se caractérisent par leurs yeux jaunes. Leur histoire est détaillée dans l'article sur les personnages de Supernatural.
- Prostituée de Babylone :

C'est une créature qui peut prendre forme humaine et lire les esprits, elle se fait passer pour une « prophétesse » afin de créer le chaos et envoyer le maximum d'âmes en enfer. Grâce à ses pouvoirs, elle prétend parler au nom de Dieu et influence les humains afin qu'ils commettent des actes mauvais comme des meurtres, vols... Seul un « véritable serviteur de Dieu » peut la tuer au moyen d'un pieu fabriqué à partir d'un cyprès de Babylone, ce que les frères Winchester réalisent dans l'épisode 17 de la saison 5 (Prophéties funestes).

### R
- Rakshasa :

C'est une créature d'origine hindoue qui se nourrit de chair humaine, tous les 20 ou 30 ans. Elle peut prendre la forme qu'elle souhaite et devenir invisible. Dans l'épisode 2 de la saison 2 (Le Clown), le Rakshasa prend la forme d'un clown que les enfants laissent entrer dans leur maison pour dévorer leurs parents. En effet, il ne peut pénétrer dans une maison sans y avoir été invité. Il dort sur un lit d'insectes morts. Le Rakshasa ne peut être tué qu'avec du cuivre.
- Rougarou :

Nés humains, ces créatures seraient porteur d'une modification génétique qui les poussent à se transformer en monstre à un âge précis. Non conscients de leur destin, une fois l'heure venue une irrésistible envie de consommer de la chair humaine les guide. Dès qu'ils cèdent à leur besoin, ils se transforment : leur peau se détériore, leur vision s'accroît et ils acquièrent une force surhumaine. Les rougarous sont caractérisés par une faim jamais satisfaite, d'où leur besoin de se nourrir de chair humaine sans répit. Sam et Dean apprennent leur existence dans l'épisode 4 de la saison 4 (Métamorphose) lorsqu'un autre chasseur, Travis, leur demande de l'aide pour en éliminer un.

### S
- Shōjō :

C'est un monstre marin japonais qui ressemble à un esprit et qui ne peut être vu que lorsque la personne ivre, sinon il lui est impossible de l'apercevoir. Il a un penchant pour l'alcool et hante les brasseries. Il effectue toutes les choses qui sont écrites dans sa boîte maudite. Le seul moyen de le tuer est de le poignarder avec une épée de samouraï bénite et plongée dans le cours d'une rivière. Il apparaît dans l'épisode 18 de la saison 7 (Le Shōjō).
- Sirène :

Les sirènes ont deux apparences : l'une monstrueuse et inhumaine, lorsqu'elles contemplent leur reflet à travers un miroir, l'autre étant celle qui correspond au désir de la victime. Elles l'empoisonnent par leur salive, généralement à travers un baiser, qui contient un venin riche en ocytocine (hormone de l'amour qui « fait perdre la tête » en référence au chant de la sirène). Elles ne peuvent être tuées que par leur propre poison grâce à une dague de bronze trempée dans le sang de la victime contaminée. Sam et Dean n'en rencontre qu'une, lors de l'épisode 14 de la saison 4 (Le Venin de la sirène).
- Sorcière :

Les sorcières désignent des humains (homme, femme, enfant) pratiquants des rites occultes. Elles utilisent des sacs à sorts pour jeter leurs maléfices, sacs qu'elles vont placer là où doit avoir lieu le sortilège (par exemple, dans la poche de la victime ou à son domicile). Elles peuvent fonctionner en « assemblée », se réunissant pour pratiquer la sorcellerie collectivement ou en vénération à un démon. Il est également possible de réaliser de la magie à partir d'autres objets ensorcelés, comme des cartes de tarot, ou encore directement dans un contenant avec une formule adéquate. Dans l'univers de Supernatural, il existe en théorie des sorcières qui utilisent leur pouvoir pour faire le bien et d'autres à des fins maléfiques. Cependant, Sam et Dean ne vont affronter que des sorcières hostiles jusqu'à l'épisode 6 de la saison 12 où ils font la connaissance de jumeaux élevés par une sorcière et devenus chasseurs, dont l'un est lui-même un sorcier.
- Spectre :

Les spectres sont à bien différencier des fantômes. Ce sont des créatures à l'apparence humaine, dont la véritable identité est révélée à travers un miroir qui montre leur visage décharné. Ils se nourrissent de cerveaux à l'aide d'un dard rétractable au niveau de leur poignet, qui peut être cassé et repoussera plus tard. Ils ont la capacité de rendre fou leurs victimes en les empoisonnant par touché, afin de rendre leurs cerveaux plus chargés en hormones. On peut les tuer avec une arme en argent, leur mort annulant également les effets du poison si le cerveau n'a pas encore été consommé. Ils apparaissent dans l'épisode 11 de la saison 5  (Vol au-dessus d'un nid de démons) puis dans l'épisode 3 de la saison 13 (Lithomancie) où le spectre s'en prend aux cerveaux des médiums.
- Stryge :

Une forme de sorcière originaire d'Albanie, qui se nourrit de l'énergie vitale des humains, en particulier des enfants. D'apparence humaine, il est très difficile de les identifier. Dès qu'une victime est touchée, elle tombe malade, affaiblie. Il n'est possible de les tuer que lorsqu'elles se nourrissent ce qui nécessite un appât mais une fois éliminée toutes les victimes retrouvent leur énergie. Sam et Dean en chasse une à l'aide d'un enfant, Michael, dans l'épisode 18 de la 1er saison (La Stryge).

### T
- Tulpa :

Selon Sam, un Tulpa serait apparue pour la première fois à cause d'une méditation, au Tibet. C'est une entité créée à partir de la matérialisation d'une pensée collective et d'un signe tibétain qui concentre ces pensées. Une fois créée, le Tulpa possède son existence propre et est doué de sa propre volonté. Ils apparaissent dans quatre épisodes, le premier étant l'épisode 17 de la saison 1 (À force de volonté).

### V
- Vampire :

Ces créatures apparaissent à la toute fin de la saison 1, dans l'épisode 20 Le retour des vampires alors que les chasseurs croient l'espèce éteinte. Tout comme les loups-garous, sorcières et fantômes, elles font partie des plus récurrentes de la série et là aussi des personnages ont été infectés (notamment Dean) ou sont devenus des alliés, comme Benny au Purgatoire. D'apparence humaine, ils se nourrissent de sang et sont tués uniquement par décapitation. Ils peuvent également être empoisonnés avec le sang d'un mort. Le soleil ne les tue pas mais les brûle s'ils s'exposent trop longtemps, leur audition et vision sont surdéveloppés ce qui leur permet d'entendre un cœur battre à plusieurs mètres. Les vampires vivent en groupe dans des nids avec leur créateur (parfois appelé père ou mère), et lorsqu'ils s'accouplent ils restent ensemble pour l'éternité. Certains vampires vivent de manière pacifique et se nourrisse de poches de sang volées ou de bétails. Les deux frères apprennent dans la saison 6 qu'il existe un antidote pour guérir une personne mordue, si cette dernière ne s'est pas nourrie depuis sa transformation. L'antidote doit contenir le sang de celui qui a transformé la victime, une fois ingéré l'antidote a un effet violent que tout le monde ne supporte pas et peut donc s'avérer mortel.
- Ver de Khan :

Le ver de Khan est une forme de ver parasite, il prend donc possession des humains. Il se nourrit de ses fluides, ce qui rend son hôte fou de soif, jusqu'au point d'assassiner des personnes afin de boire leur sang. L'unique moyen d'expulser le ver est d'électrocuter son hôte ou de le tuer, afin que le ver sorte et soit écrasé. Les Winchester affrontent ce ver dans l'épisode 15 de la saison 10 (Le Ver de Khan) mais Dean en a déjà combattu précédemment.
- Vers parasites :

Les vers parasites sont créés par Eve dans la saison 6, pour que de nouvelles créatures méconnues des chasseurs compliquent la donne. Ces vers prennent possession des humains en rentrant par leur oreille ou bouche. Ils résistent à la mort de leur hôte, dont ils prennent le contrôle, et ne peuvent être extrait que par électrisation.
- Vetâla :

Ces créatures sont d'apparence humaine, jusqu'au moment d'attaquer où elles révèlent des ressemblances avec les serpents : pupille en fente et dents acérés avec des crocs. Leur morsure est venimeuse et paralysante, ce qui leur permet de conserver leur victime pour les manger. Elles vivent et chassent en duo, et sont tuées par un poignard en argent. Sam vient au secours d'un autre chasseur capturé par deux vetâlas dans l'épisode 11 de la saison 7 (Les Vetâlas).

### W
- Wendigo :

Les wendigos sont des êtres humains qui se sont transformés après avoir mangé de la chair humaine afin de survivre à un hiver de famine. Le terme « Wendigo » provient de la mythologie des Amérindiens et signifie « démon qui dévore ». Ils deviennent extrêmement rapides et intelligents et peuvent imiter la voix humaine pour attirer leur proie. Ils peuvent hiberner quand ils le souhaitent (en général une vingtaine d'années), se constituant des garde-manger vivants. C'est la deuxième créature que les Winchester affrontent dans l'épisode 2 de la première saison (Wendigo).

### Z
- Zanna :

Ces créatures sont également appelées dans la série « amis imaginaires », car ce sont des fées qui ont pour mission d'accompagner des enfants et les aider en leur donnant des conseils. Invisibles des adultes, elles disparaissent quand l'enfant n'a plus besoin d'eux. Dans l'épisode 8 de la saison 11 (Nos amis imaginaires), on apprend que Sam a été accompagné par un Zanna lorsqu'il était encore trop jeune pour partir en chasse avec Dean et leur père.
- Zombie :

Dans Supernatural, les zombies à proprement parler n'existe pas. Ce sont des morts revenus à la vie par nécromancie, il y a donc derrière ces créatures une personne exerçant une forme de magie. Ils peuvent être tués de différentes façons, en leur plantant un pieu dans le cœur ou en les clouant à leur cercueil ou encore par un tir en pleine tête à gros calibre. Le premier mort-vivant qui apparaît est une femme nommée Angela, dans l'épisode 4 de la saison 2 (Vengeance d'outre-tombe).

## Armes

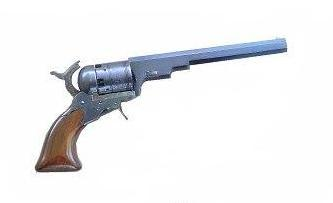
Le Colt Paterson original, duquel est inspiré le Colt de la série.

Ces armes sont répertoriées par ordre alphabétique.
- Haut – A
- B
- C
- D
- E
- F
- G
- H
- I
- J
- K
- L
- M
- N
- O
- P
- Q
- R
- S
- T
- U
- V
- W
- X
- Y
- Z

### A
- L'argent :

Ce matériau est très efficace contre plusieurs créatures surnaturelles, comme les polymorphes ou les loups-garous. Il peut être utilisé sous forme de lame ou de balles.

### B
- Le bâton de Moïse :

Il fait partie des armes volées au Paradis lors de la guerre des anges. Il peut être utilisé pour répandre les différentes plaies d’Égypte .

### C
- Les cendres de phénix :

C'est la seule arme capable de tuer « Mère » .
- La Clé de la Cage du Diable :

Elle est constituée des quatre anneaux des Cavaliers de l'Apocalypse et permet d'ouvrir la cage dans laquelle Lucifer est enfermée. Elle est utilisée grâce à une formule énochienne .
- Le Colt :

C'est un antique modèle Paterson, fabriqué par Samuel Colt en personne pour un chasseur du surnaturel. Il a été confectionné spécialement lors du passage de la comète de Haley à proximité de la Terre en 1835, et est capable de tuer toutes les créatures surnaturelles (sauf les 4 archanges et Dieu). Avec ce revolver ont été fabriquées seulement 13 munitions spécifiques, mais lorsque Sam et Dean récupèrent le Colt, il n'en reste plus que 5. Sur le canon de l'arme, est gravée la formule « non timebo mala » qui signifie en latin « Je ne craindrai pas les maux ». Une fois toutes les balles utilisées, Bobby tentera de comprendre son fonctionnement afin de l'utiliser à nouveau .Ruby lui apportera son aide et le Colt sera utilisé 7 fois de plus avant d'être dérobé par Bela et vendu. Au cours de la saison 5, on apprend que c'est Crowley qui l'a finalement récupéré.
- Un couteau en iridium :

C'est un des seuls matériaux qui peut atteindre les polymorphes. Crowley l'utilise durant la saison 6 sur l'alpha des polymorphes, pour lui soutirer des informations sur le Purgatoire.
- Le couteau de Ruby :

C'est une arme tout aussi efficace que le Colt. Il a pour capacité de tuer n'importe quel démon ou le blesser gravement, mais aussi de tuer les chiens de l'enfer et autres forces démoniaques, à l'exception des Chevaliers de l'Enfer, des Princes de l'Enfer et des anges .
Il provient des peuples Kurdes. Kripke le désigne comme « la version combat rapproché du Colt »

### E
- L'eau bénite :

Elle repousse les démons et permet de les reconnaître facilement en les aspergeant, puisqu'elle les brûle . Certains démons très puissants (comme Azazel ou Lilith) ne ressentent plus les effets de l'eau bénite.
- L'épée des archanges :

C'est la seule arme qui peut tuer les archanges (mais elle est efficace sur les anges, les chiens de l'enfer et les démons).
- L'exorcisme :

Il renvoie les démons en enfer. Ceci a pour effet de libérer l'hôte qui était possédé, mort ou vif selon les traitements que le démon lui a infligé. Il peut aussi purifier un démon.

### F
- Le fer :

Il repousse un grand nombre de créatures surnaturelles (les démons, esprits, phénix, etc.) et fonctionne uniquement s'il est pur. Il est utilisé le plus souvent dans la série contre les esprits sous forme de barre à mine, afin de les dissiper lorsqu'ils s'approchent.
- Le feu :

Il est possible de tuer un esprit en brûlant son squelette, recouvert de gros sel. Le principe s'applique aussi aux squelettes d'esprits torturés en enfer et devenu des démons.

### H
- Huile sacrée de Jérusalem enflammée :

Elle permet de retenir les anges ou archanges si elle est disposée en cercle ou barrière. L'huile peut aussi mettre mise en bouteille avec un chiffon enflammé pour être utilisée comme projectile .

### L
- Une lame en bronze imprégnée du sang d'une personne empoisonnée par une sirène :

C'est la seule arme capable de tuer une sirène.
- Une lame forgée avec du sang de dragon :

Elle peut tuer les dragons. Cependant il n'en reste plus que 4 ou 5 au XXIe siècle, dont Excalibur et l'Épée de Bruncvik (Bruncvík).
- Lance de Saint-Michel [4] :

Lance créée par l'archange Saint-Michel pour neutraliser Lucifer, elle tue les démons rapidement et les anges lentement et douloureusement. La puissance de l'arme céleste lui confère de nombreuses capacités, comme éteindre un cercle de feu sacré et la rendre invisible. Les runes énochiennes gravées tiennent leur pouvoir de la lance, et il suffit de briser l'arme en deux pour inverser ses pouvoirs .
- Le Livre des damnés :

Livre qui contient toutes les formules pour faire apparaître ou disparaître n'importe quelle malédiction y compris la Marque de Caïn.

### M
- La Marque des Ténèbres[5] : Cette marque, vestige maudit et punitif, sera au centre de l'histoire durant deux saisons. Elle permet à son possesseur d'obtenir une force et des réflexes surhumains et d'acquérir aussi l'immortalité. Elle a la particularité d'affecter et corrompre son possesseur dans une rage meurtrière incontrôlable, qui finit par damner son âme pour le transformer en démon (ce fut le cas pour Caïn et Dean). La saison 9 relate l'histoire de la marque avec l'histoire de la Genèse, du meurtre de Abel par son frère Caïn, qui a hérité de la marque par Lucifer. Elle est devenue la source du pouvoir de la Première Lame utilisée par Caïn pour tuer son jeune frère. Caïn est ensuite devenue un Chevalier de l'Enfer. La saison 10, montre les effets corruptible de la marque sur Dean et ses conséquences sur son entourage, ainsi que l'origine de la création de la marque par Dieu qui s'en est servi de sceau pour y enfermer les Ténèbres. La saison 11 clôture l'histoire de la marque, qui a été retirée et a provoqué la libération des Ténèbres sur le monde. On découvre que sous sa forme humaine, cette Obscurité possède la Marque sous le nom d'Amara. En raison de son origine, qui remonte avant la Création, la Marque de Caïn a souvent été représentée comme «la première malédiction», son pouvoir corruptible vient possiblement de l'emprise des Ténèbres sur elle.

### O
- L'os d'un mortel vertueux lavé dans le sang de 3 créatures déchues :

C'est la seule arme qui peut tuer un léviathan, mais les personnes qui l'utilisent sont envoyées au Purgatoire. Elle est constituée d'un os d'une personne juste, lavé dans le sang de trois créatures déchues (un ange exclu du Paradis, un monstre (précisément les premiers soit un Alpha) et un humain (le Roi de l'Enfer qui est un humain damné)). Cette arme doit être utilisée sur le chef des léviathans car une fois mort, l'ensemble des autres léviathans devient mortel.

### P
- Un piège à démon :

Il permet de bloquer un démon à un endroit précis et neutralise ses pouvoirs télékinésiques, afin de l'exorciser ou le tuer. C'est un cercle avec un pentagramme à l'intérieur et plusieurs symboles (par exemple le Sceau de Salomon).
- Un pieu en bois :

Avec du sang humain au bout, il peut tuer les dieux et demi-dieux. Le type de bois peut varier.
- Première Lame :

Couteau fabriqué à partir du maxillaire inférieur d'un équidé, utilisé par Caïn pour tuer Abel. Très puissante, seule arme capable de tuer les chevaliers de l'Enfer, elle n'est efficace que quand celui qui l'utilise porte la marque de Caïn.

### S
- Un sceau dessiné avec du sang humain :

Il permet d'éloigner temporairement les anges ou peut empêcher d'être localisé.
- Le sel :

Il repousse les démons et esprits. Il est souvent utilisé en barrière au sol pour « barricader » les portes et fenêtres ou dans des cartouches de chevrotine. Sam explique que le sel repousse le mal car il représente la pureté . Il permet également de se débarrasser des fées, celles-ci ayant l'obligation de compter chaque grain.

### T
- Tablette de Dieu :

Ce sont des instructions dictées par Dieu et transcrites par Métatron, le scribe de Dieu. Elles sont destinées aux humaines, afin qu'ils puissent se défendre contre les créatures surnaturelles si elle menace la Terre. Il existe 3 tablettes : celle du Purgatoire (contient notamment le moyen de tuer les léviathans), celle des anges (contient le moyen de fermer le Paradis par exemple) et des démons (contient le moyen de fermer les portes de l'Enfer). Le recueil des différentes tablettes transcrit la « Parole de Dieu » et ne peut donc être traduites que par un de ses prophètes.
- Terre sacrée :

Elle peut contenir les chiens de l'enfer  et les démons si elle est disposée en cercle, comme une barrière.

## Lieux et mondes
- La Terre :

C'est la planète où vivent les humains ainsi que les créatures surnaturelles. Les démons et les anges peuvent également s'y rendre, en prenant un hôte humain.
- L'Enfer :

C'est un lieu de torture pour les âmes humaines déchues et la résidence des démons. Le temps s'y écoule différemment. Selon qui occupe le siège de roi de l'Enfer, le fonctionnement et l'organisation diffèrent. Lors du passage de Dean en enfer, il explique que les âmes se font découper en morceaux chaque jour, pour redevenir entière le lendemain dans un éternel recommencement . Puis sous le règne de Crowley l'Enfer devient un long couloir où les âmes font la queue pendant l'éternité, permettant un supplice infini . Toutefois, dans l'épisode 19 de la saison 8, lorsque Sam va en Enfer, il traverse une succession de couloirs où sont disposés différentes cellules de prisons où est enfermé chaque âme, qui est torturée. Donc, soit Crowley n'a transformé qu'une partie de l'Enfer, soit il l'a fait évoluer une nouvelle fois. Dans la tablette des démons, il est indiqué comment fermer les Portes de l'Enfer en réussissant plusieurs épreuves. Tout d'abord, tuer un Chien de l'Enfer, puis libérer une âme innocente de l'Enfer vers le Paradis et enfin guérir un démon. Chaque épreuve comporte une formule en énochien qui doit être récitée.
Dirigeants : Azazel (Saison 1 et 2), Lilith (Saison 3 et 4), Lucifer (Saison 5 et 11), Crowley (Saison 6, 7, 8, Fin Saison 9 et 10), Abbadon (Saison 9), Asmodeus (saison 14), Rowena (saison 15).
- Le Paradis :

C'est la résidence des anges et là où vont les âmes innocentes. Les humains décédés revivent leurs meilleurs souvenirs , dans leur propre pièce attitrée. Chaque pièce donne sur des couloirs blancs immaculées où circulent les anges, la porte comporte un numéro de pièce, le nom des occupants et leur dates de vie sur Terre. C'est la jonction entre plusieurs petits paradis appartenant à chaque humain décédé maintenu par le jardin d'Éden . Pour y accéder, il faut suivre une route appelée « l'Axis Mundi ». Il est possible de fermer les portes du Paradis, ce qui revient à exiler les anges sur Terre en leur arrachant leurs ailes afin de qu'il ne puissent plus y accéder. Cela entraîne également la stagnation des âmes sur Terre. Les épreuves consistent à arracher le cœur d'un nephilim, prendre l'arc d'un Cupidon et enfin voler la grâce d'un ange.
Dirigeants : Michel (Saison 4 et 5), Raphaël (Saison 6), Castiel (Saison 7), Naomi (Saison 8), Metatron (Saison 9), Lucifer (saison 14).
- Le Purgatoire :

C'est l'endroit où vont les âmes des monstres après leur mort . C'est aussi là-bas que reste la « Mère de tous »  et que les Léviathans sont enfermés par Dieu. Lorsque Dean et Castiel s'y retrouvent dans l'épisode 23 de la septième saison, ils sont dans une forêt sombre en pleine nuit. Selon Castiel, toutes les âmes y résidant ont une apparence monstrueuse. Il est possible d'apercevoir des monstres cachés derrière les buissons et les arbres, rugissant et laissant dépasser leurs yeux rouges. Dans la huitième saison, les âmes qui y vivent semblent conserver la même apparence que leur enveloppe charnelle sur Terre. La principale hypothèse serait que les âmes changent d'apparence la nuit, lorsque Dean est arrivé au Purgatoire à la fin de la septième saison, il faisait sombre, alors que dans les flashbacks de la huitième saison, il fait jour. Le Purgatoire est représenté dans la série comme une forêt infinie, où n'importe quel monstre peut apparaître devant les protagonistes. Il se trouve qu'il existe un chemin entre le Purgatoire et l'Enfer.
- Le Monde enchanté :

Un monde parallèle à celui de la Terre où vivent les fées .
- La Quatrième Dimension (ou réalité alternative) :

Un monde parallèle, basé sur le concept de quatrième mur. Dans cet univers, Supernatural n'est qu'une série télévisée jouée par de simples humains. Sam et Dean se rendent dans ce monde dans l'épisode 15 de la saison 6 (Arrêt sur image), où ils se rendent compte qu'ils sont des personnages fictifs incarnées par les acteurs de la série. La magie n'est pas opérationnelle dans ce monde, ce qui veut dire que les anges se rendant dans la 4e dimension ne peuvent plus se téléporter, assommer les humains par simple toucher de la main, perdent leur force surhumaine et ne sont plus aussi résistants aux coups.
- Oz :

Parmi les mondes parallèles existants dans la série, on peut trouver le monde fabuleux d'Oz, inspiré du roman du même nom écrit par Lyman Frank Baum. Les Winchesters prennent connaissance de l'existence de cette dimension durant la saison 9, après avoir accidentellement libéré la sorcière d'Oz d'un conteneur stocké dans les archives des hommes de lettres. Charlie décide donc de partir avec Dorothy (c'est le père de Dorothy qui a écrit ses aventures, comme elle l'explique dans l'épisode qui l'introduit) afin de délivrer le monde d'Oz des forces obscures y régnant. Ils apprennent qu'il n'existe qu'une seule clé pour ouvrir la porte qui sépare cet univers du nôtre. Cette clé est détruite plus tard dans la saison, quand Charlie revient de son aventure. Il n'existe donc plus aucun moyen d'accéder à ce monde.
- La Cage :

C'est une prison isolée dans l'Enfer, créée par Dieu pour enfermer Lucifer loin des humains, car celui-ci voulait les anéantir. La Porte de la Cage a été utilisée 3 fois, la première fois par Dieu, pour que Michel puisse enfermer Lucifer à sa demande, la deuxième fois par Sam, manipulé et guidé par Lilith, pour libérer Lucifer, et la troisième fois par Sam également, pour se sacrifier en renfermant Lucifer dans sa cage. Cependant, il y a deux moyens particulier pour accéder à la Cage, le premier étant de briser uniquement 66 sceaux sur 666 créés, qui se trouve sur Terre. Ensuite, on peut rouvrir la porte via les 4 bagues des Cavaliers de l'Apocalypse réunis et une incantation en énochien. La Cage en elle-même est un véritable lieu de torture, pire que les tortures que l'on subit en Enfer. Elle est représentée comme le lieu le plus profond de l'Enfer et infranchissable. Seuls Dieu et La Mort peuvent facilement accéder à la Cage, les fées prétendent qu'elles sont les seules créatures surnaturelles, pouvant y accéder également, mais rien n'a été prouvé. Actuellement, la Cage renferme Lucifer, l'archange Michel et Adam, le demi-frère des Winchester. Sam y sera bloqué pendant un certain temps (saison 5, épisode 22). Il a été libéré, mais en laissant son âme et cela pendant un an, et plus de la moitié de la Saison 6.

### Épisodes de référence
1. 1 2 3  Saison 6, épisode 5 : L'Alpha (titre original : Live Free or Twi-Hard)
2. ↑  Saison 6, épisode 2 : Baby Blues (titre original : Two and a Half Men)
3. 1 2 3  Saison 6, épisode 7 : Entretien avec un vampire (titre original : Family Matters).
4. ↑  Saison 4, épisode 20 : Le pénitent (titre original : The Rapture)
5. 1 2  Saison 4, épisode 9 : Souvenirs de l'au-delà (titre original : I Know What You Did Last Summer).
6. ↑  Saison 4, épisode 3 : Au commencement (titre original : In The Beginning)
7. 1 2 3  Saison 4, épisode 1 : La Main de Dieu (titre original : Lazarus Ring)
8. ↑  Saison 6, épisode 21 : La Clé du Purgatoire (titre original : Let It Bleed)
9. ↑  Saison 4, épisode 2 : Anges et Démons (titre original : Are You There, God? It's Me, Dean Winchester)
10. 1 2 3  Saison 6, épisode 20 : L'Ange déchu (titre original : The Man Who Would Be King )
11. 1 2  Saison 4, épisode 10 : Disgrâce (titre original : Heaven and Hell).
12. ↑  Saison 4, épisode 16 : Le premier sceau (titre original : On The Head of a Pin)
13. 1 2 3  Saison 5, épisode 22 : La paix viendra (titre original : Swan song)
14. 1 2 3 4  Saison 6, épisode 13 : L'Arachnée (titre original : Unforgiven).
15. 1 2 3 4  Saison 5, épisode 19 : Le panthéon (titre original : Hammer of the Gods)
16. 1 2  Saison 5, épisode 2 : Premiers pas vers l'Enfer (titre original : Good God, Y'All!)
17. 1 2 3 4  Saison 5, épisode 14 : Passions dévorantes (titre original : My Bloody Valentine)
18. ↑  Saison 5, épisode 21 : La Onzième Heure (titre original : Two Minutes to Midnight)
19. 1 2  Saison 5, épisode 20 : Meilleurs Ennemis (titre original : The Devil You Know)
20. 1 2 3  Saison 3, épisode 2 : Les enfants perdus (titre original : The Kids are alright)
21. 1 2 3 4  Saison 2, épisode 8 : Le pacte (titre original : Crossroad Blues)
22. 1 2 3 4  Saison 3, épisode 16 : Les Chiens de l'Enfer (titre original : No Rest For the Wicked)
23. ↑  Saison 5, épisode 10 : Les Faucheuses (titre original : Abandon All Hope)
24. ↑  Saison 6, épisode 10 : Paix à son âme (titre original : Caged Heart)
25. ↑  Saison 1, épisode 1 : La dame blanche (titre original : Pilot)
26. ↑  Saison 1, épisode 16 : Daevas (titre original : Shadow)
27. ↑  Saison 3, épisode 1 : Les sept péchés capitaux (titre original : The Magnificent Seven)
28. ↑  Saison 1, épisode 4 : Le fantôme voyageur (titre original : Phantom traveler)
29. ↑  Saison 1, épisode 22 : Délivrance, partie 2 (titre original : Devil's Trap)
30. ↑  Saison 2, épisode 14 : Possédé (titre original : Born Under a Bad Sign)
31. 1 2 3 4 5 6 7  Saison 6, épisode 4 : Le Lamia (titre original : Weekend at Bobby's)
32. ↑  Saison 2, épisode 8 : Le pacte (titre original : Crossroad blues)
33. 1 2 3  Saison 5, épisode 16 : Axis Mundi (titre original : Dark Side of the Moon)
34. ↑  Saison 3, épisode 8 : Le Festin du Père noël (titre original : A Very Supernatural Christmas)
35. ↑  Saison 6, épisode 1 : L'Adieu aux Armes (titre original : Exile on Main St.)
36. 1 2  Saison 2, épisode 15 : Frères ennemis (titre original : Tall Tales)
37. 1 2 3  Saison 2, épisode 1 : Le sacrifice (titre original : In my Time of Dying)
38. ↑  Saison 1, épisode 13 : Route 666 (titre original : Road 666)
39. ↑  Saison 2, épisode 7 : La main de la justice (titre original : The Usual Suspects)
40. 1 2 3  Saison 2, épisode 16 : Le temps des adieux (titre original : Roadkill)
41. ↑  Saison 6, épisode 19 : Le Manoir de Van Ness (titre original : Of Grave Importance)
42. ↑  Saison 2, épisode 6 : Sans issue (titre original : No exit)
43. ↑  Saison 4, épisode 13 : L'esprit vengeur (titre original : After School Special)
44. ↑  Saison 1, épisode 19 : Le tableau hanté (titre original : Provenance)
45. ↑  Saison 1, épisode 3 : L'esprit du lac (titre original : Dead in the water)
46. ↑  Saison 1, épisode 7 : L'Homme au crochet (titre original : Hook man)
47. ↑  Saison 2, épisode 13 : Anges ou démons (titre original : Houses of the Holy)
48. ↑  Saison 6, épisode 10 : Aux portes de la mort (titre original : Death's Door)
49. 1 2 3 4 5  Saison 6, épisode 9 : Rencontre du 3eme type (titre original : Clap Your Hands If You Believe)
50. 1 2 3 4  Saison 4, épisode 19 : Trois Frères (titre original : Jump The Shark)
51. 1 2 3 4 5 6 7 8 9 10  Saison 6, épisode 19 : A feu et A sang (titre original : Mommy Dearest)
52. 1 2  Saison 7, épisode 1 : Les léviathans (titre original : Meet The New Boss)
53. ↑  Saison 7, épisode 2 : Marée noire (titre original : Hello, Cruel World)
54. 1 2 3  Saison 7, épisode 6 : Ma sorcière bien-aimée (titre original : Shut Up, Dr Phil)
55. ↑  Saison 2, épisode 17 : Les loups-garous (titre original : Heart)
56. 1 2 3 4 5 6  Saison 6, épisode 16 : Le retour d'Eve (titre original : …And Then There Were None)
57. 1 2  Saison 1, épisode 6 : Faux frère (titre original : Skin)
58. ↑  Saison 4, épisode 5 : Film d'épouvante (titre original : Monster Movie).
59. ↑  Saison 2, épisode 12 : Le polymorphe (titre original : Nightshifter)
60. 1 2 3 4  Saison 6, épisode 8 : La Meute (titre original : All Dogs go to Heaven)
61. ↑  Saison 2, épisode 2 : Le Clown (titre original : Everybody Loves a Clown).
62. 1 2  Saison 4, épisode 4 : Métamorphose (titre original : Metamorphosis)
63. 1 2  Saison 3, épisode 9 : Les Reines du Sabbat (titre original : Malleus Maleficarum)
64. ↑  Saison 4, épisode 12 : Comme par magie (titre original : Criss Angel is a Douche Bag)
65. ↑  Saison 5, épisode 7 : Jeu d'Argent, Jeu de temps (titre original : The Curious Case of Dean Winchester)
66. ↑  Saison 1, épisode 18 : La Stryge (titre original : Something wicked)
67. ↑  Saison 1, épisode 17 : A force de volonté (titre original : Hell House)
68. 1 2 3 4  Saison 1, épisode 20 : Le retour des vampires (titre original : Dead Man's Blood)
69. ↑  Saison 3, épisode 7 : Rouge sang (titre original : Fresh Blood)
70. ↑  Saison 2, épisode 3 : Au-delà des apparences (titre original : Bloodlust).
71. 1 2  Saison 1, épisode 2 : Wendigo (titre original : Wendigo)
72. ↑  Saison 2, épisode 4 : Vengeance d'outre-tombe (titre original : Children Shouldn't Play With Dead Things)
73. ↑  Saison 5, épisode 15 : Les Morts-vivants (titre original : Dead Men Don't Wear Plaid )
74. ↑  Saison 6, épisode 3 : Le Bâton de Moïse (titre original : The Third Man )
75. ↑  Saison 3, épisode 4 : Sin City (titre original : Sin City)
76. ↑  Saison 4, épisode 1 : Vengeance d'outre-tombe (titre original : Children Shouldn't Play With Dead Things)
77. ↑  Saison 1, épisode 21 : Délivrance, partie 1 (titre original : Salvation)

### Autres références
1. ↑  « Synopsis for Supernatural Mommy Dearest (Season 6, Episode 19) » ((en) intrigue), sur l'Internet Movie Database.
2. ↑  (en) « Princes of Hell », Supernatural Wiki,‎ 21 janvier 2018 (lire en ligne, consulté le 21 janvier 2018)
3. ↑  Knight, Nicholas, (Season 3 Companion),
4. ↑  (en) « Lance of Michael », Supernatural Wiki,‎ 21 janvier 2018 (lire en ligne, consulté le 21 janvier 2018)
5. ↑  (en) « Mark of Cain », Supernatural Wiki,‎ 1er mars 2017 (lire en ligne, consulté le 28 février 2017)